# Salena
Selina Maria Edbauer (Estíria, Áustria; 11 de Março de 1998), conhecida artisticamente como Salena, é uma cantora austríaca. Representou a Áustria no Festival Eurovisão da Canção de 2023 com a canção «Who the Hell Is Edgar?» em dueto com Teya.

## Biografia
Originária do estado austríaco da Estíria, começou a cantar aos sete anos de idade e aprendeu a tocar guitarra. Mais tarde, começou a actuar em vários eventos locais de canto, quer com uma banda, quer como solista.
Ganhou fama em 2017, quando participou na sétima edição da versão alemã do The Voice. Na prova cega, Salena interpretou a canção «Green Light» de Lorde, passou na audição e juntou-se à equipa de Samu Haber, mas foi eliminada na fase de batalha.
No final de 2018, quis representar a Áustria no Festival Eurovisão da Canção de 2019. Apesar de ter sido pré-seleccionada entre os candidatos finais, a emissora pública austríaca acabou por escolher PÆNDA como sua representante nacional em Telavive. Em 2020, começou a trabalhar como locutora de rádio no programa «Station Voice» na rádio austríaca ORF Hitradio Ö3.
Em 2021, participou na quinta edição do concurso de talentos «Starmania», sendo eliminada nas meias-finais. A 31 de Janeiro de 2023, foi confirmado que a rádio e televisão da Áustria tinha-a seleccionado internamente, juntamente com Teya, como sua representante nacional para o Festival Eurovisão da Canção 2023, realizado em Liverpool. A sua canção para o concurso intitulada «Who the Hell Is Edgar?» foi apresentada em 8 de Março de 2023.

## Discografia

### Singles
- 2022 – Pretty Imperfection
- 2022 – Who the Hell Is Edgar? (com Teya)

#### Colaborações
- 2020 – Lying Still (J.K. feat. Salena)
- 2021 – Walking On Clouds (7YFN feat. Salena)